# Metro AG

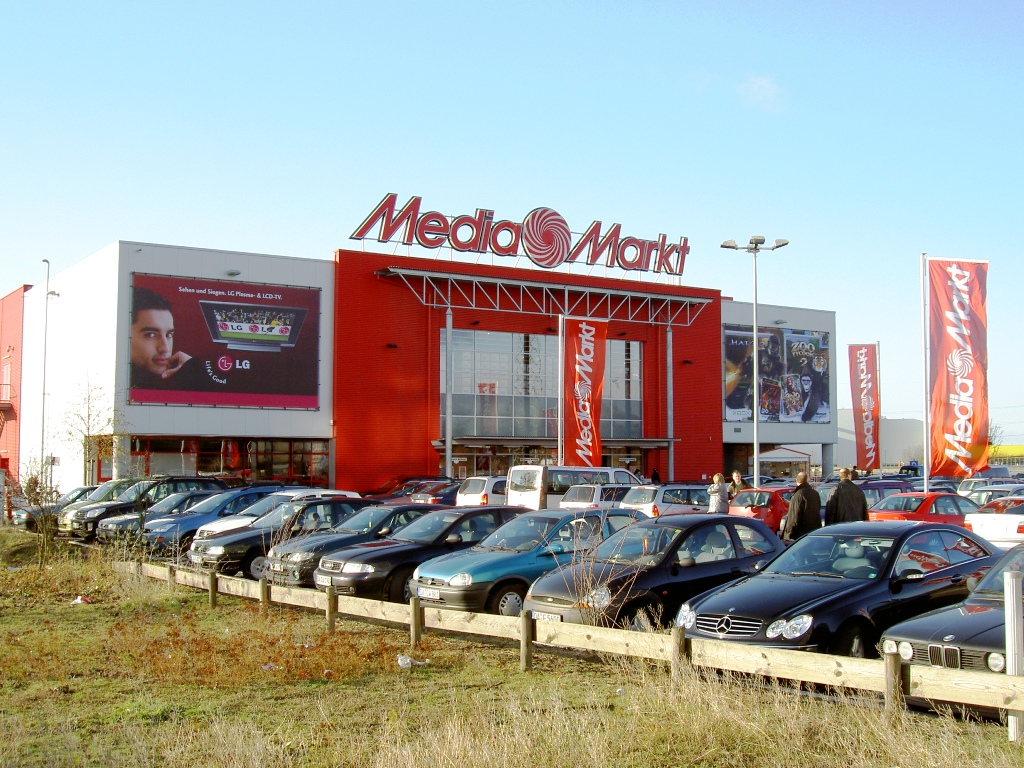
Media Markt och...

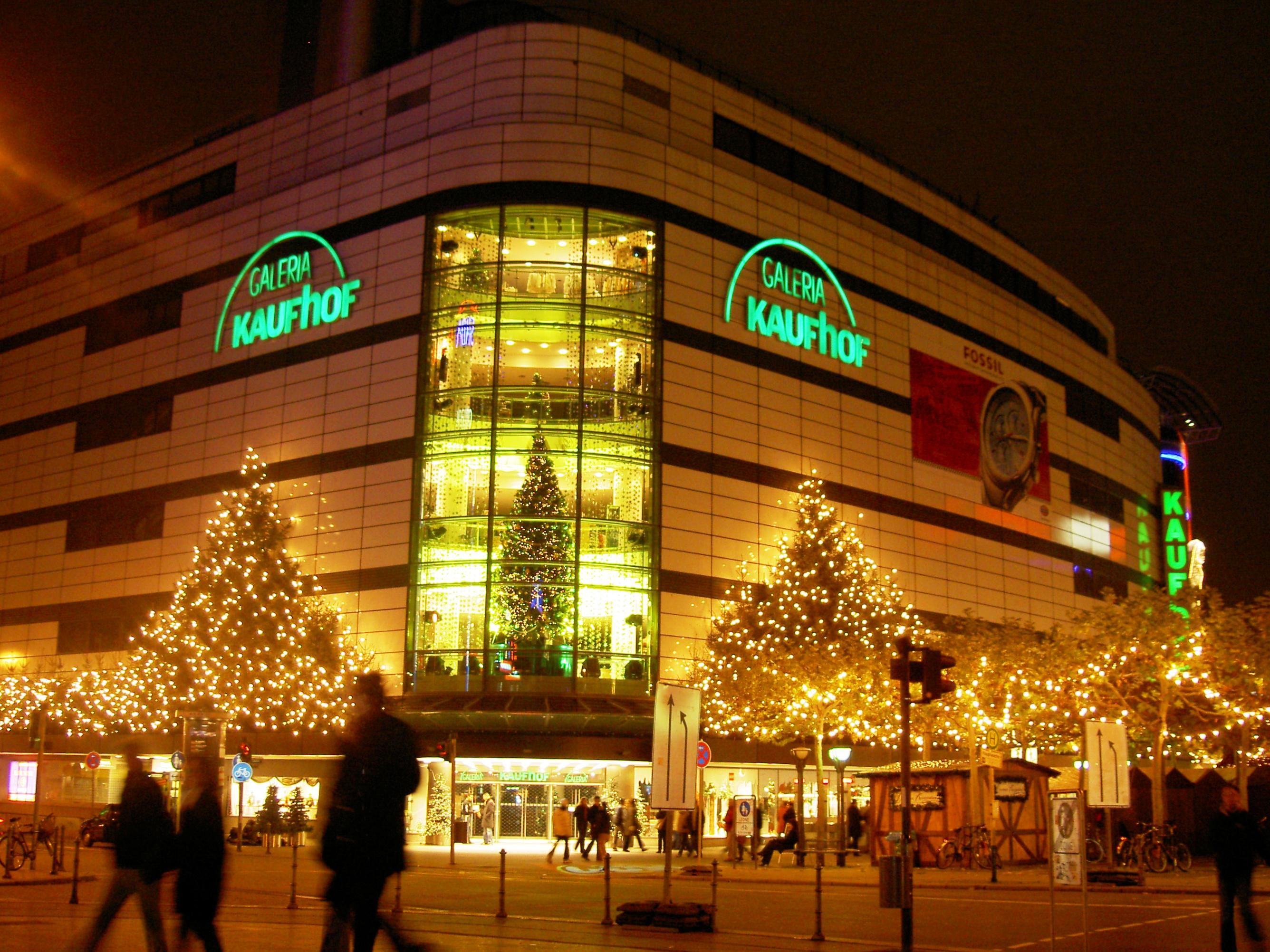
...Galeria Kaufhof är två kända kedjor som ingår i Metro AG.

Metro AG, är en tysk handelskoncern med huvudkontor i Düsseldorf, holdingbolag som under namnet Metro Group äger ett antal företag inom dagligvaru- och hemelektronik. Metro AG har idag runt om i världen 270 000 anställda varav 142 000 i Tyskland. Konkurrenter på världsmarknaden är amerikanska Wal-Mart och franska Carrefour. Under andra halvan av 2017 delades företaget i två delar. Den ena delen med hela daglivarudelen och den andra Ceconomy AG med hemelektroniken. Namnbytet till Ceconomy AG slutfördes i augusti 2017.

## Historia
Metro AG började i och med grundandet av Cash-&-Carry-Markt. 1967 skapade gick Metro samma med firman Franz Haniel & Cie GmbH och samma år kom familjen Schmidt-Ruthenbeck in i samarbetet. Dagens Metro AG skapades först 1996 då man slog samma Metro Cash & Carry, Kaufhof Holding, Deutsche SB-Kauf-AG och Asko Deutsche Kaufhaus-AG. 
Sedan Metro AG skapades 1996 har företaget fört tvister med olika tåg- och tunnelbaneföretag. Metro AG anser sig äga rättigheterna till namnet Metro och därför har man tvistat med företag men även med privatpersoner som använt sig av ordet Metro.

## METRO Group
- Metro Cash & Carry
- Kaufhof
- real,-
- extra
- Media Markt
- Saturn
- Sportarena
- Lust for Life
- Emotions
- Dinea
- Grillpfanne
- Axxe
- C+C Schaper